# Ліон-Мару
Ліон-Мару (Lyons Maru) — транспортне судно, яке під час Другої світової війни взяло участь в операціях японських збройних сил на Філіппінах, в Індонезії, Маршаллових островах, в архіпелазі Бісмарка та на Соломонових островах.

## Передвоєнна служба
Ліон-Мару спорудили в 1920 році на корабельні Yokohama Dock на замовлення компанії Nippon Yusen Kaisha із Токіо, яка поставила його на свою лінію до Нью-Йорку.
У вересні 1923-го під час катастрофічного Токійського землетрусу Ліон-Мару перебувало у Йокогамі. Судно зірвало з якоря, після чого воно зіткнулося з лайнером Empress of Australia. Лише потрапляння між ними ліхтера з пиломатеріалами, котрий виконав роль буфера, запобігло серйозним ушкодженням великих суден.
У 1924-му Ліон-Мару перевели на лінію до Ліверпуля.
5 серпня 1937-го на тлі початку Другої японо-китайської війни, судно реквізували для потреб Імперської армії Японії. 13 січня 1941-го його передали Імперському флоту Японії. З 15 січня по 3 квітня на токійській корабельні Uraga Dock провели конверсію Ліон-Мару у спеціалізований транспорт для перевезення літаків та запасних частин до них, при цьому на носу та кормі встановили дві 120-мм гармати.
До початку Другої світової Ліон-Мару здійснило три рейси до Мікронезії (після Першої світової Японія отримала тут у володіння кілька архіпелагів та створила потужну базу ВМФ на атолі Трук, східні Каролінські острови).

## Рейс на Мінданао
8 грудня 1941-го Ліон-Мару зустріло у Такао (наразі Гаосюн на Тайвані). 20 грудня воно вийшло звідси та до кінця місяця прибуло до порту Давао (південне узбережжя філіппінського острова Мінданао), захопленого японським десантом ще 19 грудня. 4 січня 1942-го судно вже повернулось до Такао.

## Вторгнення до Нідерландської Ост-Індії
10 січня 1942-го Ліон-Мару знову вийшло з Формози та 18 січня прибуло до Давао. Далі до кінця місяця воно прибуло на північ острова Целебес (Сулавесі), де ще 12 січня парашутисти захопили місто Менадо та розташований поруч аеродром Лангоан. Сюди доправили винищувачі Mitsubishi A6M, персонал, амуніцію та інші запаси для 3-ї морської авіагрупи 23-ї повітряної флотилії ВМФ.
Далі Ліон-Мару відвідало Давао, звідки вийшло 27 січня у складі сил вторгнення на острів Амбон (Молуккські острови). 3 лютого 1942-го Амбон захопили.
Наприкінці лютого Ліон-Мару перебувало в Купанзі на острові Тимор, звідки 1 березня вийшло у рейс на Амбон, де перебувало з 3 по 9 березня.

## Рейс на Маршаллові острови
17 березня 1942-го воно вже прибуло на Трук, де прийняло винищувачі, авіаційний персонал та інші припаси.
20 березня Ліон-Мару вирушило на Маршаллові острови з метою доставки прийнятого на Труці. Спершу 26 березня воно відвідало острів Тароа на атолі Малоелап, а 30 березня прибуло на атол Джалуїт, де перебувало до 8 квітня.
20 квітня 1942-го авіатранспорт прибув до Йокосуки і до середини травня проходив ремонт на корабельні Uraga Dock.

## Рейс на Мінаміторі
У червні 1942-го Ліон-Мару здійснило рейс до острова Мінаміторі — ізольованого атола за 1800 км на південний схід від Токіо та за 1300 км на північний схід від Маріанських островів.

## Рейси до архіпелагу Бісмарка та на Соломонові острови
2 серпня авіатранспорт вийшов з Сайпану (Маріанські острови) та 8 серпня прибув у архіпелаг Бісмарка до Рабаулу на острові Нова Британія (тут була головна передова база, з якої провадились операції на Соломонових островах та сході Нової Гвінеї). 14 серпня Ліон-Мару вийшов з Рабаулу і до 23 серпня досяг Йокосуки.
10 вересня 1942-го авіатранспорт вийшов з Йокосуки та 16 вересня прибув на Сайпан, після чого витратив 18—22 вересня на перехід до Рабаулу. 28 вересня авіатранспорт вийшов звідси до Буїну на південному завершенні острова Бугенвіль (Соломонові острови), де перебував з 30 вересня по 9 жовтня (можливо відзначити, що на той час в цьому регіоні вже два місяці точилась битва за Гуадалканал). 11 жовтня Ліон-Мару повернулось у Рабаул, а 14—25 жовтня витратило на шлях до Йокосуки.
16 листопада 1942-го авіатранспорт утретє за рік попрямував до Рабаулу, при цьому він пройшов через Палау (важливий транспортний хаб у західній частині Каролінських островів). 30 листопада Ліон-Мару прийшло в Рабаул, а 12 грудня перейшло звідси до Кавієнгу — іншої важливої бази в архіпелазі Бісмарка, на острові Нова Ірландія. 24 грудня судно повернулось до Йокосуки.
16 січня 1943-го судно вийшло з Йокаїчі у четвертий рейс до Рабаулу, куди прибуло 11 січня. 3—4 лютого воно перейшло до Кавієнгу, де залишалось до 12 числа. Далі Ліон-Мару вирушило не до Японії, а в Менадо на Целебесі, де перебувало з 19 по 21 лютого. З 23 лютого по 8 березня авіатранспорт провів у Балікпапані (східне узбережжя Борнео), а вже 18 березня вп'яте відвідав Рабаул. 30 березня авіатранспорт вирушив до Японії та 18 квітня прибув у Йокосуку.
У липні 1943-го Ліон-Мару відвідав Такао, Манілу, Себу (порт на однойменному острові у центральній частині Філіппін), а у вересні 1943-го вчергове побував у архіпелазі Бісмарка, де відвідав як Рабаул, так і Кавієнг.
У середині жовтня Ліон-Мару опинився в Сурабаї (острів Ява), далі пройшов Балікпапан і вчергове вирушив до Рабаулу. 2 листопада 1943-го під час потужного авіанальоту на це місто авіатранспорт зазнав пошкоджень, що не завадило йому перейти в середині місяця на Палау разом із конвоєм O-305.
У першій половині грудня судно вкотре побувало в Балікпапані, звідки 12—18 грудня перейшло до Палау. Невдовзі Ліон-Мару перекласифікували просто у транспорт, а 5 січня 1944-го воно вийшло до Рабаулу у складі конвою SO-504 з вантажем нафти у бочках. 12 січня конвой прибув до пункту призначення.
17 січня під час авіанальоту на гавань Рабаулу Ліон-Мару зазнало пошкоджень і втратило здатність до пересування, а 24 січня під час чергового авіаудару судно сіло на ґрунт, причому капітанський місток і щогли перебували над водою.
Після війни випнуті елементи та верхню частину корпусу Ліон-Мару демонтували задля забезпечення судноплавства в акваторії порту.